# Palazzo Temple Leader
Palazzo Temple Leader si trova in piazza de' Pitti a Firenze. Si trova sul lato ovest della piazza, situato proprio di fronte al palazzo Pitti.

## Storia

### I Pitti
Fino al 1498 su questo sito si trovavano semplici case, una delle quali apparteneva a Francesco di Neri Pitti, parente del più celebre Luca Pitti che a quell'epoca aveva già iniziato a far costruire il vicino palazzo Pitti.
Nel 1529 l'edificio già appartenuto a Francesco fu probabilmente ingrandito, quando ebbe spazio libero sia sulla via di Piazza (attuale piazza Pitti), sia su via di Mezzo, oggi via Toscanella.
Nel 1534 Francesco di Piero Pitti riacquistò tutte le parti del palazzo, divise in seguito a vicende ereditarie, e comprò altri due edifici vicini creando verosimilmente un unico edificio, anche se sui documenti catastali l'edificio restò indicato come "casa" ancora per parecchio tempo, probabilmente per sottostimare i parametri per le imposte catastali.
Per parlare di palazzo vero e proprio si deve aspettare alla seconda metà del Settecento, quando l'edificio assunse le forme esterne sostanzialmente uguali a quelle odierne, sebbene alcune testimonianze di decorazioni negli ambienti interni siano sicuramente più antiche almeno di un secolo (affreschi sulla Gerusalemme liberata, scalone monumentale in pietra a chiocciola, nello stile di Gherardo Silvani). 
Nel 1783 l'ultima discendente dei Pitti andò il sposa a un Lanfranchi Rossi di Pisa e la sua famiglia, che tenne il palazzo fino al 1830, quando fu acquistato da Francesca Margery, che vi abitò con il marito e lo lasciò poi al figlio Luigi Margery Hombert.

### John Temple Leader

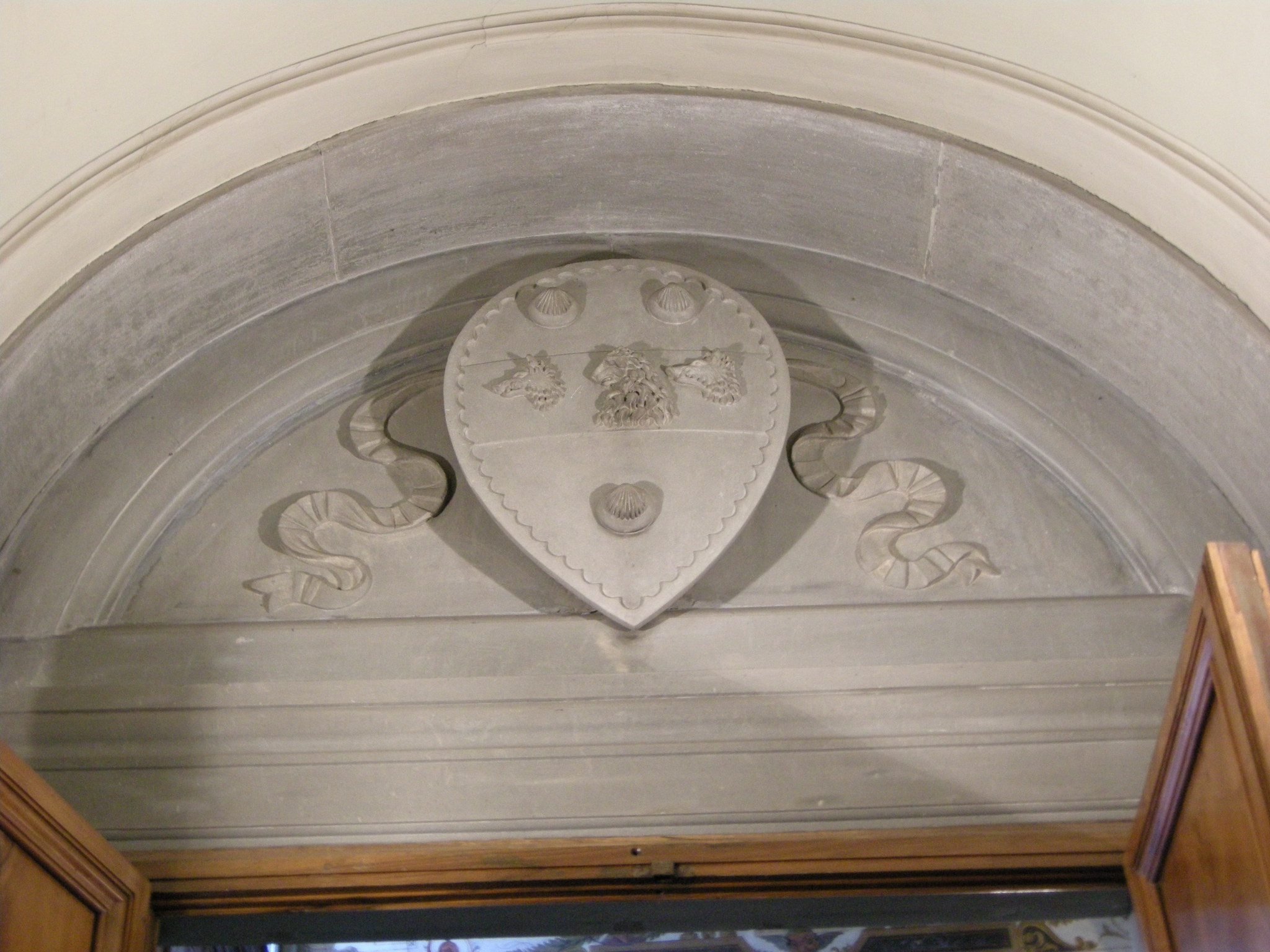
Stemma di John Temple Leader, sullo scalone

Nel marzo 1857 il palazzo venne poi acquistato dal colto e raffinato nobiluomo inglese John Temple Leader, uno dei primi ammiratori d'oltremanica di Firenze. Il Temple Leader era figlio di un industriale ed era appassionato di viaggi: dopo aver vissuto quattro anni a Cannes, vi aveva conosciuto sua moglie Maria Luisa de' Leoni, una lucchese, e con lei, dal 1844, si era definitivamente sistemato a Firenze. Il Leader aveva studiato a Cambridge e Oxford, dove si era impregnato di quella cultura classica, medievale e umanistica, che lo avevano portato ad amare un ideale armonioso e romantico di Medioevo.
Il suo primo acquisto in città, nel 1850 fu il Castello di Vincigliata, con numerosi terreni circostanti a formare quasi un suo "feudo" sulle pendici dei colli di Fiesole, dove aveva intrapreso un ampio progetto di ristrutturazione neomedievale ed aveva rimboschito la zona di cipressi facendo chiudere le cave di pietra serena. Lo stesso anno acquistò anche la villa di Maiano, pure interessata da grandi lavori di ristrutturazione "in stile".
Dal 1861 il Temple e sua moglie risiedettero stabilmente nel castello presso Maiano, anche se usavano di tanto in tanto il palazzo in piazza Pitti, al quale avevano fatto apportare alcune modifiche: la chiusura del cortile interno con una struttura in ferro e vetro, e l'edificazione di un'altana al posto del terrazzo sul tetto, modifica che ancora oggi costituisce la peculiarità della facciata del palazzo. Gli interni dovevano essere ricoperti da sete colorate, come suggeriscono gli inventari dell'epoca, e nelle stanze si trovava una notevole parte della collezione d'arte di Temple Leader, tra cui opere di Canaletto e di Jacopo della Quercia, oggi disperse in molti musei.

### Epoca contemporanea

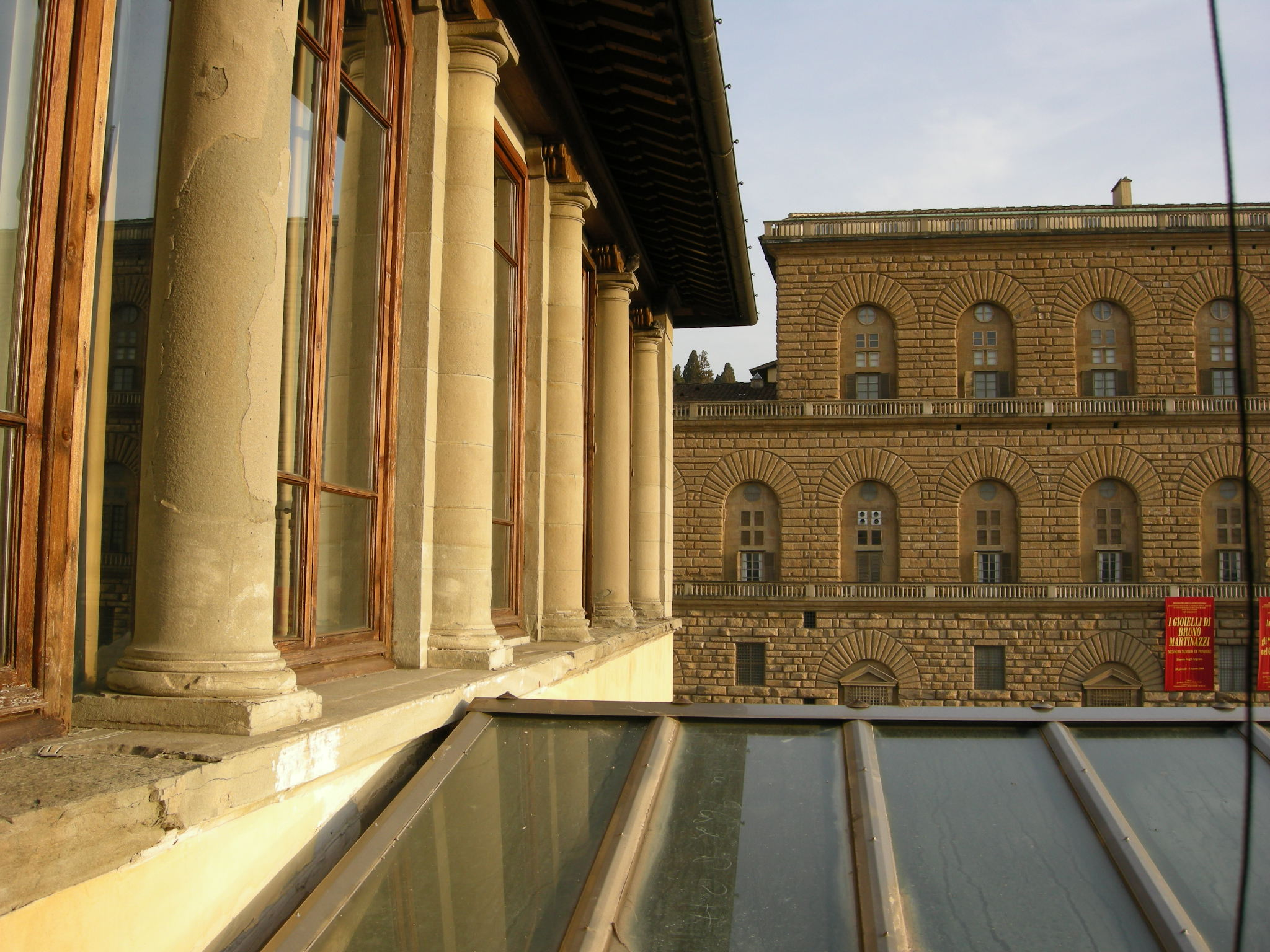
La loggetta e Palazzo Pitti

Alla sua morte nel 1903 tutti i suoi beni passarono a suo nipote Lord Westbury ad eccezione della somma di 7.000 sterline da destinare all'Opera di Santa Maria del Fiore per la realizzazione delle porte bronzee della nuova facciata.
Il palazzo in seguito ebbe varie destinazioni. Negli anni '70 vi ebbe sede una Mostra vinicola, oggi invece è diviso tra una banca e l'Accademia Italiana (università di moda, design, fotografia e grafica).

## Architettura

### Esterno
Il palazzo ha una facciata piuttosto semplice, con cinque grandi portali contornati da un bugnato in pietraforte sporgente al pian terreno, più una sesta arcata interrotta, memore delle manomissioni all'antico edificio. Il primo e il secondo piano presentano ciascuno una fila fitta di finestre, ben nove, sottolineate da cornici marcapiano: le finestre al piano nobile sono con arco a tutto sesto, quelle superiore sono architravate.
Originale è la presenza dell'altana all'ultimo piano, come già detto aggiunta dal Temple Leader, con una loggia aperta su due lati con colonnine in pietra serena, oggi chiusa da finestre.

### Interno

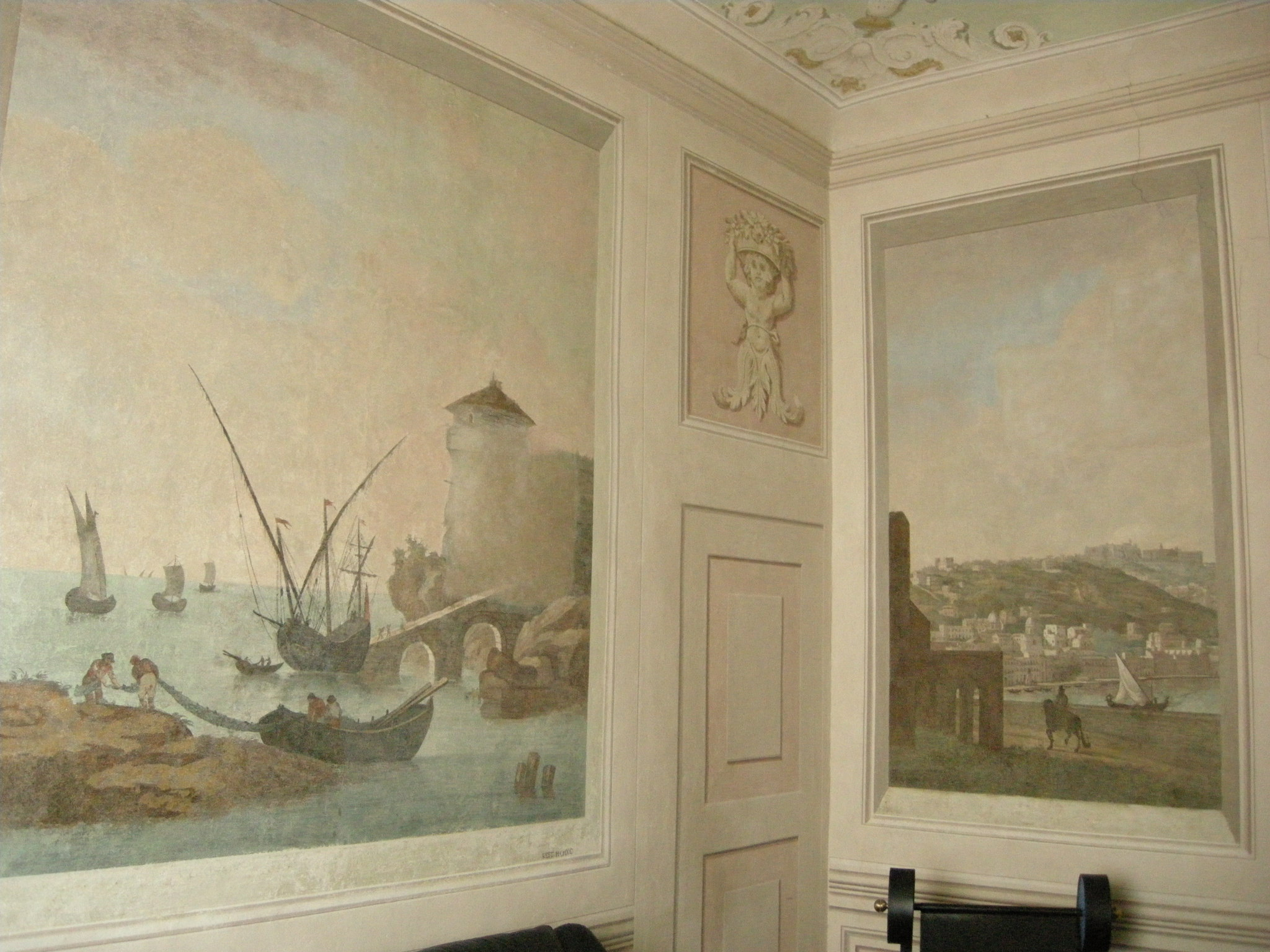
La saletta delle vedute napoletane

Si accede al palazzo da un androne voltato a botte, che in fondo si biforca conducendo allo scalone (a destra) e al cortile (a sinistra).
Il cortile chiuso da vetri presenta una doppia arcata sui lati sud e est, con colonne in pietra serena che sorreggono ampi archi a tutto sesto; sul lato ovest corre una fila di sporti che sorreggono un'estensione dei piani superiori.
Le stanze interne sono spesso decorate da affreschi con soggetti mitologici e allegorici, realizzati in periodi diversi. 
Al pian terreno le sale sono dedicate a figure mitologici femminili: una alla Primavera, una a Venere sul cocchio, una alle Tre Grazie (fine del XVIII secolo).
Al primo piano una saletta che si affaccia sulla piazza ha una decorazione ispirata alla Gerusalemme liberata di Torquato Tasso, probabilmente dipinti nella seconda metà del Settecento. Si tratta di una decorazione che ricopre interamente le pareti, mentre il soffitto è più tardo, del XIX secolo. Vi si riconoscono scene dell'amore tra Rinaldo e Armida: Rinaldo con Armida nel suo giardino, Ubaldo e Carlo che cercano Rinaldo e un Giardino delle ninfe. Allo stesso piano (ma nell'ala posseduta oggi dalla scuola) si trovano altre stanze col soffitto decorato da figure mitologiche, come Bacco, Arianna e il carro di Cibele, Apollo e Venere con amore, mentre alcune presentano grottesche, finte architetture e festoni.
In un piccolo cabinet su via Toscanella è stata ritrovata sotto uno strato di calce negli anni '70, una serie di affreschi (con ampie parti sovradipinte a secco) databili tra il 1770 e il 1790, finiti di restaurare nel 1995. Si tratta di tre pannelli con vedute marine, nei quali si riconosce una Veduta di Napoli da Chiaia e una Veduta di San Martino, un tema che non ha altri esempi a Firenze. Forse alcuni membri allora proprietari erano legati a particolari interessi con la città partenopea o magari era stato un omaggio seguito a un viaggio.